# 杜蕙
杜蕙（1493年—1589年），字維馨，號龍潭，直隸河間府任丘縣人，軍籍，明朝政治人物。

## 生平
正德十四年（1519年）己卯科順天府鄉試第一百六名舉人。正德十六年（1521年）中式辛巳科會試第二百二十三名，登第三甲第七十三名進士。授宜陽知縣，改安陽縣，嘉靖初陞延安府鄜州知州，官至雲南麗江府（今雲南麗江市）知府。以前任鄜州時白蓮教李午謀逆案被鎸職，解組歸鄉。歴官三任，家如寒素。四世合爨，家無積蓄。父卒，廬墓三年。母壽最高，卒年九十有九，杜蕙時亦八十有二。知縣郭咸休前來祭奠時，歎道：八旬純孝子，百歳太夫人。卒年九十七。

## 家族
曾祖杜興；祖父杜旺；父杜敖，母張氏。具慶下。